# 亚裔美国人军事史

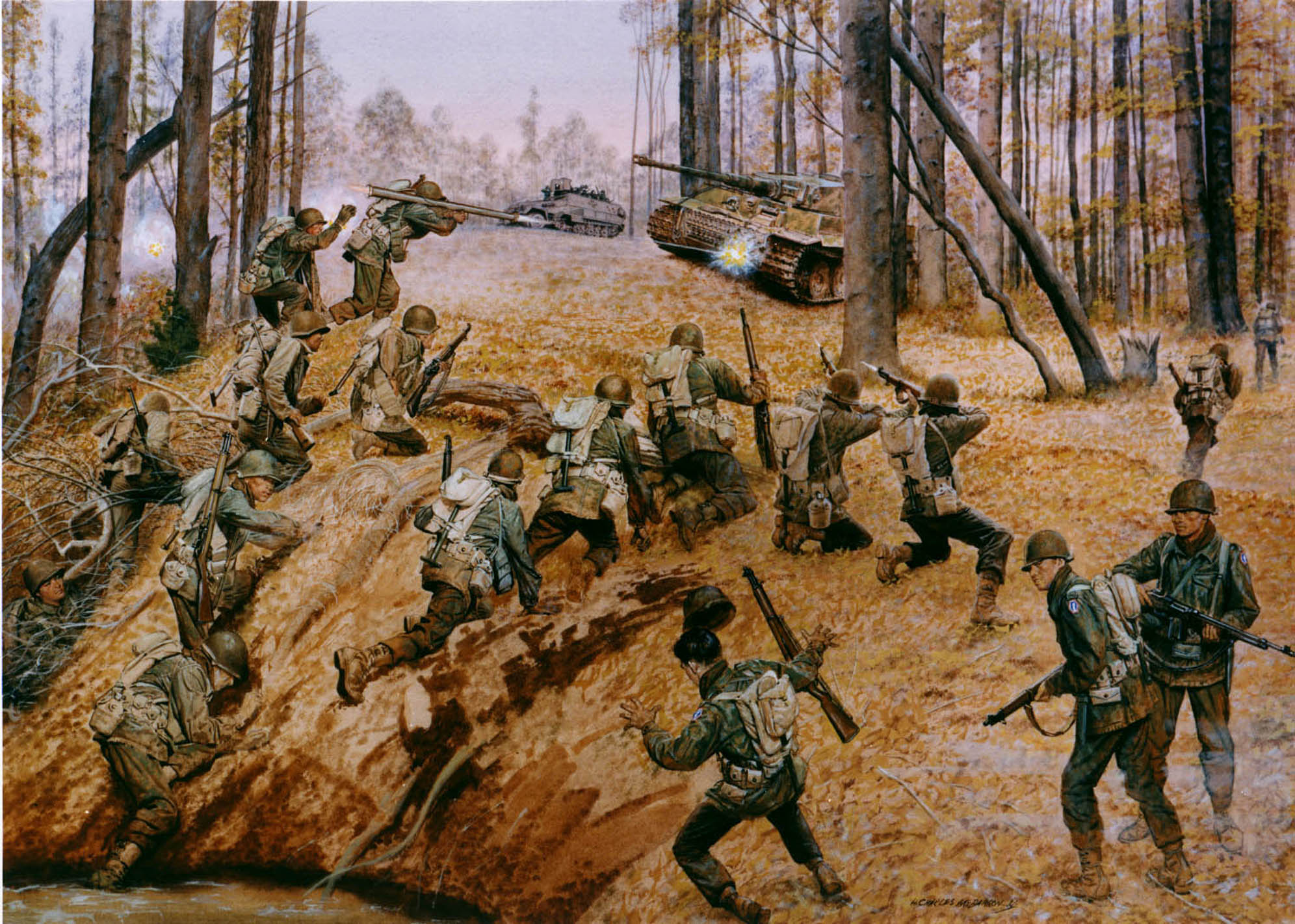
一幅描繪美国陆军第442步兵团的日裔士兵在佛日山脉与敌人厮杀的油画

亚裔美国人军事史最早可以追溯至1812年战争（第二次独立战争）时期，当时就有亚裔士兵加入美国军队与英国军队作战。在后来的南北战争期间，联邦军（北軍）和邦联军（南軍）两方皆有亚裔军人参战的记录。在此之后，亚裔美国人主要在美国海军服役直到美菲战争。
到了20世纪初，亚裔美国人开始进入西点军校等联邦軍事院校。同一时期，也产生了第一位获得代表美国最高军事荣誉——荣誉勋章的亚裔美国军人。 第一次世界大战中，亚裔等非白人族群在国民军（National Army）中服役。一战以后，亚裔军人陷入默默无闻的低潮，直到第二次世界大战，涌现出诸多日裔、华裔、菲裔、韩裔等在战争中做出巨大贡献的亚裔美軍军人。
根据1948年杜鲁门总统颁布的9981號行政命令废止了军队中的种族隔离制度，如陸軍442步兵团等一些由亚裔編成的部隊均取消編制，士兵分配至其他单位。在韩战和越战中又出现了数位获得荣誉勋章的亚裔美国军人。此后，亚裔美国人继续在军队中服役，直至今日。

## 历史

### 十九世纪

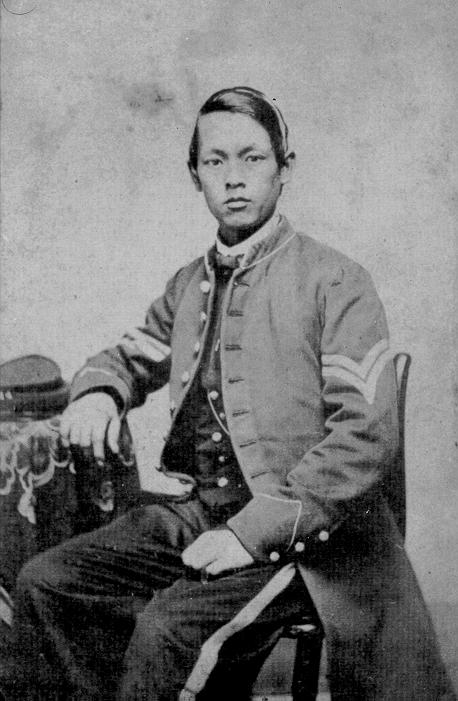
约瑟夫·皮尔斯下士，第一位有影像资料可考的华裔美国军人

早在独立战争期间就有菲律宾裔美国海兵服役的传闻轶事。然而，官方文件记载中第一次出现亚裔士兵是在1815年1812年战争期间，后来担任第七任美国总统的安德鲁·杰克逊少将记录自己的部属吉恩·拉菲特的麾下有“马尼拉人（Manilamen）”参与了新奥尔良之战。战争结束后，至少有一位叫做奥古斯汀·菲利奇亚诺（Augustin Feliciano）的菲裔军人继续在美国海军服役。在此之后，亚裔美国人再度出现在美国军事史是在1861年——南北战争期间，一位名叫约翰·汤姆尼（John Tomney）的华裔美国人在联邦军的纽约州步兵团服役，他在蓋茨堡战役伤重阵亡。
还有一位更名为约瑟夫·皮尔斯的华裔美国人，一般认为他由身为康涅狄格号船长的养父阿莫斯·派克（Amos Peck）由中国带来。皮尔斯于1862年7月26日从军，分配到第14康涅狄格州步兵团F连，隶属于波多马克军团。从1862年到1865年，皮尔斯参与了安提耶坦之战、蓋茨堡战役直到最后李将军投降于阿波马托克斯法院的所有关键性战役。皮尔斯在战争中升任下士，是为当时联邦军所有华裔美国人中军衔最高者，他的照片成為葛底斯堡博物馆館藏。2007年，美国众议院通过一项决议，表彰了皮尔斯和其他亚太裔军人在南北战争中的表现。
威廉·韩亚（William Ah Hang）则成为了第一位在美国海军服役的华裔，他于1863年从军。据统计，在南北战争期间，总共有不少于50名华裔军人分别效命于联邦军和邦联军。在他们之中，只有少数人取得了抚恤金、福利和入籍等待遇。其中有位叫做李清（Ching Lee），别名为托马斯·西尔瓦努斯（Thomas Sylvanus）的人是个例外，他曾在第81宾夕法尼亚州步兵团服役（81st Pennsylvania Regiment）。
南北战争期间，路易斯安那有许多菲裔加入邦联军，其中有一位服役于阿拉巴马号战列舰，还有一部分人成为了路易斯安那义勇军。在北方，一名叫做菲利克斯·鲍德利（Felix Cornelius Balderry）的菲裔则加入了联邦军第11密歇根志愿步兵团。
在南北战争末期直至美西战争这段时间鲜有亚裔服役之记录，直到缅因号战列舰沉没于古巴哈瓦那湾，伤亡报告显示有7名日裔和1名华裔。在随后的美菲战争中，有7名日裔海兵在美国战舰上服役，并参与了马尼拉湾海战。

### 二十世纪

#### 美菲战争
1901年，美国陆军组建菲律賓保安部隊和菲律宾侦查军两支菲裔战斗部队作为进攻菲律宾第一共和国的武装力量的组成部分，并在占领菲律宾后负责镇压叛乱。同年，麦金莱总统发布行政命令允许美国海军招收500名菲律宾士兵。在这中间，就包括了第一位获得荣誉勋章的亚裔军人——二等兵何塞·尼斯佩洛斯。他是一名菲律宾侦查军成员，在莫罗暴乱中保护了他的同僚们，因此在1911年获颁荣誉勋章。 1915年，海军士兵特雷斯弗罗·特立尼达和他的长官罗伯特·凯里少尉因在圣地亚哥号战列舰的锅炉发生爆炸后拯救同僚们的英勇行为獲授荣誉勋章。目前为止，特立尼达仍是唯一一位获得海军荣誉勋章的亚裔军人。

#### 早期的亚裔军校学员
在1860年代晚期就有亚洲人錄取進入美国海军学院，出身该校1873年班的日本留学生，后为华族的松村淳藏男爵是该校第一位亚洲毕业生。作为外国人的松村和多数来美国的留学生一样，毕业后选择回到自己的国家服役。大约四十年以后，第一批亚裔才追隨亚洲人前輩进入了美国联邦级别的军事院校。出身美属菲律宾的华裔学员文森特·林就是他们中的一员。林是西点军校1914届毕业生，毕业后在菲律宾侦查军中担任少尉。他是第一位少数錄取進入西点军校的美属菲律宾人，在当时一个班里只能有1位菲律宾人，且最多只能有4人。从1916年起，美国海军学院也开始招收美属菲律宾人，第一批军校生在1919年入校学习。这些毕业生在1935年菲律宾自治时失去了美国国民（United States nationals）之身份，他们中的许多人选择在菲律宾军中继续服役

#### 美墨边境战争

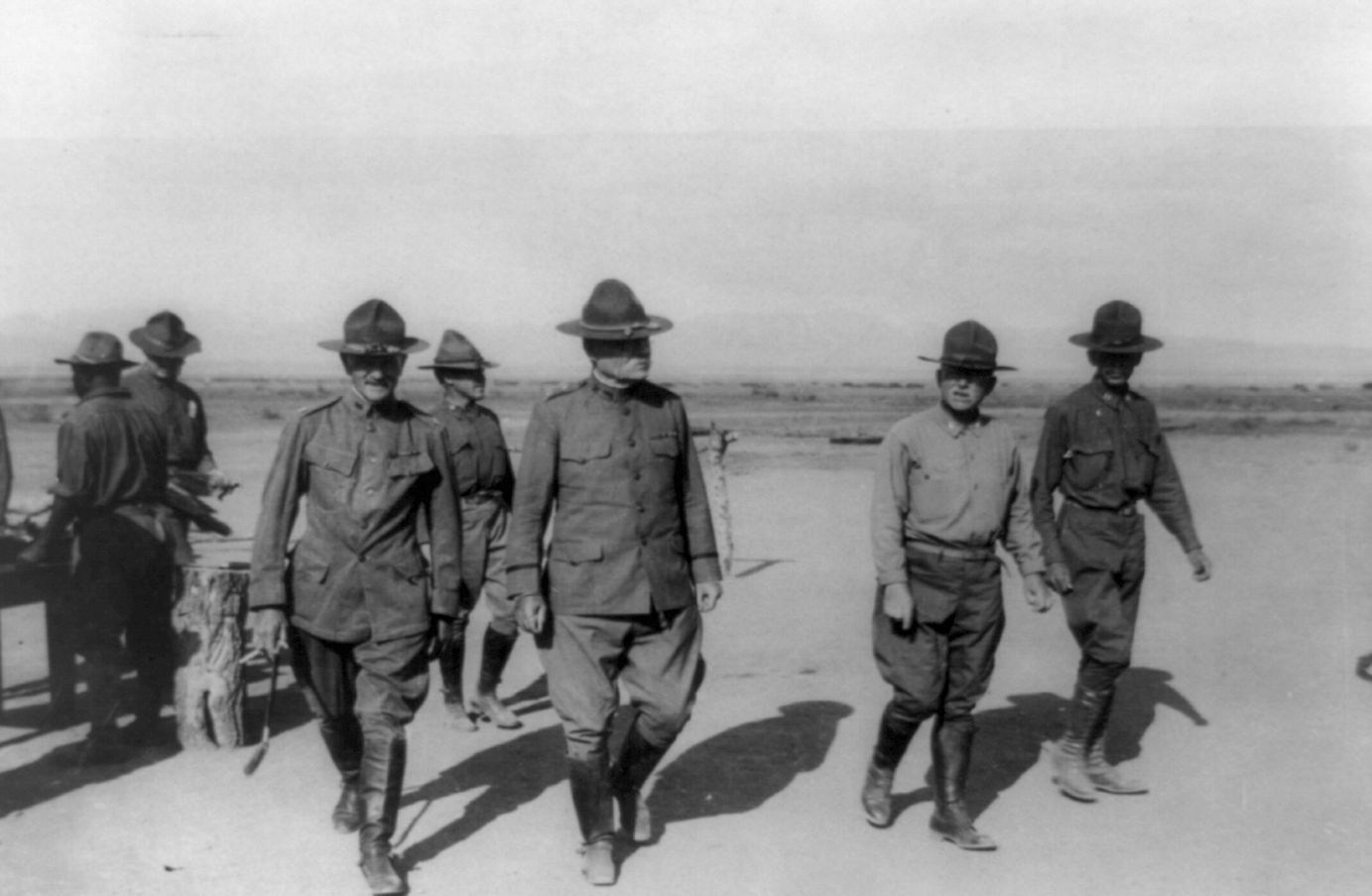
美墨边境战争期间时为少将的潘兴

二十世纪初，当其他国家沉浸在第一次世界大战的硝烟弥漫中时，美国把眼光投向了自己在南边的邻居——墨西哥。从1910年起，墨西哥卷入了长达十年的内战。1916年，当时割据墨国北方的枭雄庞丘·维拉袭击了美国边境城镇哥伦布，杀死18名美国人，其中包括10名平民，引发了美墨边境战争，担任美军统帅的是潘兴少将。当时，有为数不少的墨西哥华人冒着被庞丘·维拉处以绞刑的危险选择在战争中协助美军直到1917年战争结束。战争结束后，尽管当时美国政府执行排华法案，但潘兴等人通过游说国会获得特别许可，将总共527位华人带回美国重新安置，他们大多数定居在圣安东尼奥，后世称之“潘兴华人”（Pershing's Chinese）。

#### 第一次世界大战
1917年4月6日，美国加入协约国一方对德意志帝国宣战，正式介入第一次世界大战。当时的美属菲律宾成立了国民警卫队响应宣战，但并未出现在实战之中。部队于1918年解散。在美国国内，曾有一项计划征召拉美裔、原住民和亚裔来填补国民军中的白人兵额，尽管他们中的大多数并未出现在实战之中，但也有少数人参与到实战当中，这里面包括了二等兵托马斯·克劳迪奥（Tomas Mateo Claudio），他是内华达大学的学生，也是第一位和唯一一位阵亡的菲裔美国军人。他在1918年阵亡于蒂耶里堡之战。二等兵亨利·陈（Henry Chinn）则阵亡于阿尔贡森林，一位叫做兴（Sing Kee）的华裔士官在该系列战役中获得了美国陆军第二高榮銜——杰出服役十字勋章，一战中著名的電影《迷路的大军》（The Lost Battalion）便有劇情是取材於该阶段的战斗。还有一位名叫西村德太郎（Tokutaro Nishimura Slocum）的日裔军士长在82步兵师第328步兵团服役。在海军方面，战争结束时仅菲裔士兵就有不少于5700人。总的来说，在一战中，数以千计的华裔、日裔、韩裔、越裔和菲裔加入了美军，他们在战后冲破重重法律阻隔，獲准成为归化美国公民。

#### 战间期

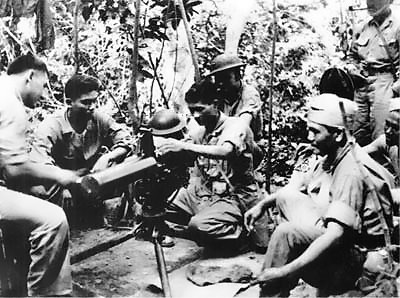
菲裔军校生受训使用勃朗宁M1917重机枪

在战间期，美军参与了几次小规模的军事行动，包括参与协约国武装干涉俄国内战、对中北美及加勒比海地区用兵的香蕉战争，此外美国长达近百年的扬子江巡航也直接或间接受到日本侵华的波及。在1918年至1933年间，至少3900名菲裔士兵在美国海军中服役，从事炊事兵的工作，替代了原岗位中一大部分黑人炊事兵。直到一战爆发，才准許菲裔海军士兵从事其他军职，然而在一战之后又限制了菲裔从事军官侍从和厨师的工作。
1934年，钟云成为了第一位拥有美国公民身份的亚裔海军学院毕业生，第一位拥有美国公民身份的亚裔西点军校毕业生则为洪荣福（Wing Fook Jung），他毕业于1940年。在1940年代，日裔是數量最龐大的亚裔美国人族群，其餘依次为华裔、菲裔、印度裔和韩裔。
1939年9月，德国入侵波兰打破了欧洲的宁静。当时美国尚且对此保持中立，但是美国人在宣战前还是在某种程度上参与到了战争当中，比如援华的飞虎队和英国皇家空军的雄鷹中隊。美军还根据「现购自运」（cash and carry）政策向他国提供后勤支援，并承诺在大西洋上给以护航。1941年末，日本对珍珠港的袭击，美国正式对轴心国宣战。从那时起，亚裔美国人便参与到了这场战斗中来。包括日裔在内的许多亚裔美国人，在夏威夷前线瓦胡岛等地，对美军给以援助。在地球的另一端，菲律宾自治领也在美军的指挥下，开始针对日本的入侵进行防御。

#### 第二次世界大战

##### 日裔

第100步兵營併入第442步兵團後的全團建制組成

第100步兵营并入第442步兵团后的全团建制组成

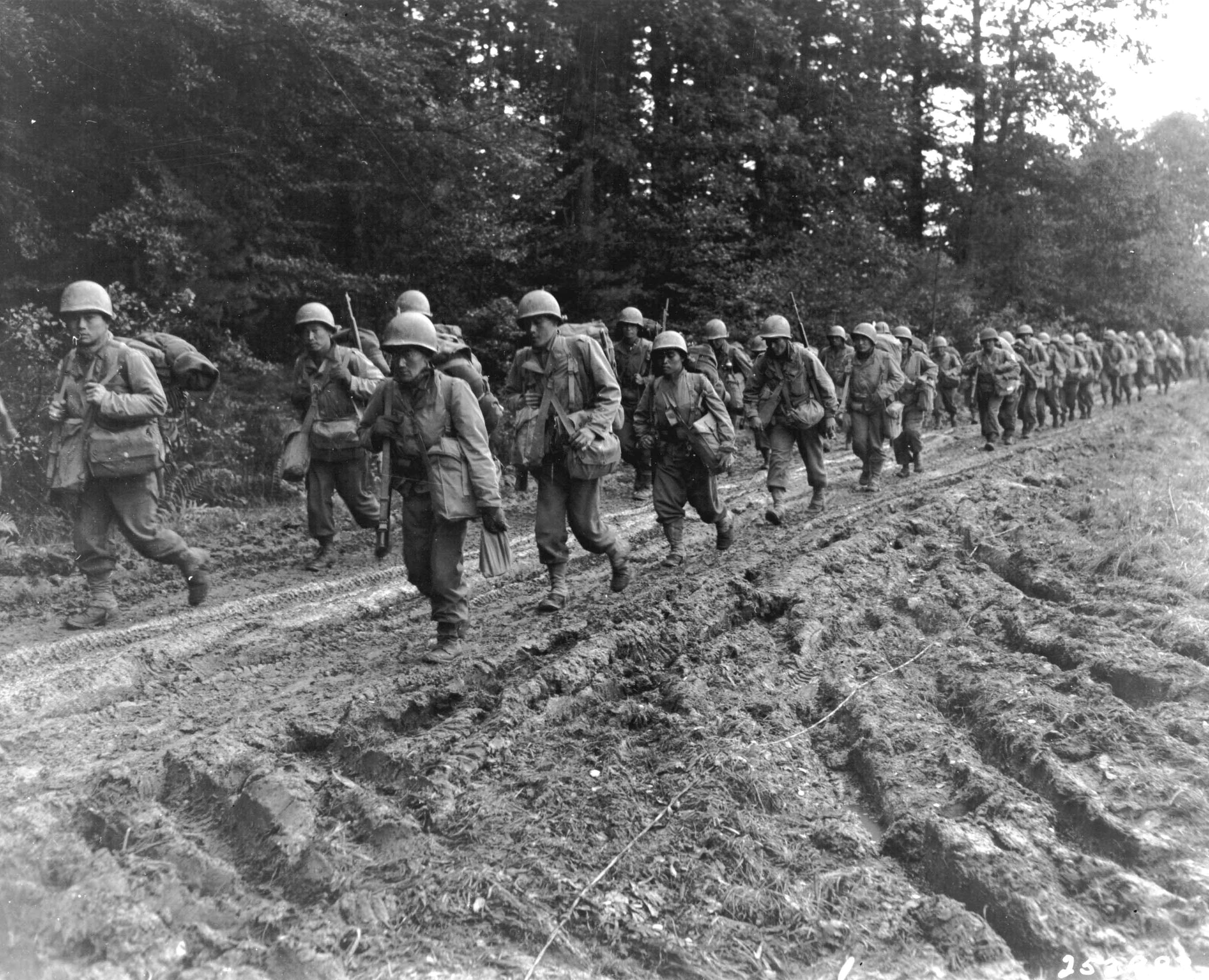
442步兵团在法国尚布瓦行军，摄于1944年末

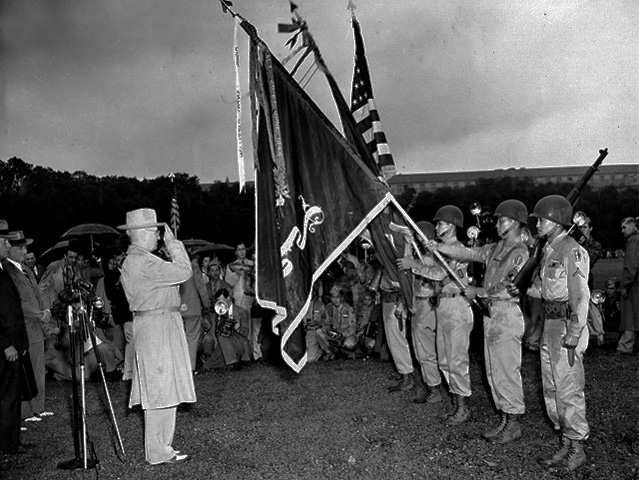
杜鲁门总统向442团致敬

随着珍珠港遭到袭击，包含众多日裔军人的夏威夷国民警卫队转入现役，开始从事驻守沙滩、清理碎石、献血和帮助伤员等工作。但是三天之后，这些日裔士兵因为他们血统的缘故被缴械，尽管缴械后的次日，他们又獲准重新武装，但一种紧张和不安的情绪一直持续到1942年6月5日。与此同时，1942年1月19日，在夏威夷大学后备军官训练团受训的军校生们和在夏威夷国民警卫队服役的日裔军人强制退伍。许多退伍的日裔军人于2月份组成了美国陆军工兵部队的一个辅助机构——“大學勝利志願團”。 1942年6月5日，1400名日裔夏威夷国民兵分發到奥克兰，上岸后，他们组建成第100步兵营——一支后来在战斗中屡建功勋的日裔部队。随后，除了已从军的日裔人士之外，所有日裔平民全經政府认定为“敌對外国人”（enemy aliens），直到1943年这项政策才获得改变。
8个月之后，军方做出了成立全日裔团级军事单位的决定，这就是后来著名的第442步兵团。 一开始，整个过程进行缓慢，又过了四个月时间，第442步兵团才开始训练，再两个月之后，第100步兵营率先開赴欧洲战场。起初，驻欧盟军总司令艾森豪威尔将军的参谋团否决任用日裔军人的提案，但最终由克拉克中将接收，编隶于第五集团军旗下。当第442团还在美国训练之时，第100步兵营正在欧洲战场上蒙受重大损失，他们因此获得了“紫心营”（Purple Heart Battalion）的称号。1944年6月26日，在442步兵团到达欧洲战场两星期后，军方将第100步兵营并入第442步兵团，但100步兵营的战士们希望能够保持该营现有番号，因此将第442步兵团下辖的原第1营替代。根据当时的政策，军中亦实行种族隔离，所以重组后的第442步兵团突显日裔特色，而在此之前，第442步兵团的士兵来自美国本土的日裔美国人集中营，军官则大多数为白人。 该团在以后的作战中功勋卓著，成为欧洲战场中最功勳彪炳的部队之一，他们在意大利、法国、德国参与了多场军事行动， 其中包括了解放达豪集中营。
此外，加入了美军情报部队的日裔军人在太平洋前线也做出了自己的贡献，他们帮助破译日军情报，并在战后赴盟军接管的日本協助佔領工作。第一位在情报单位服役的亚裔女性是通过加入陆军女性部队这一途径进入的。还有一批来自第442步兵团的志愿者中选进入战略情报局，随后派往中缅印战区工作，在那里，他们从事潜伏、翻译、审问和信号情报等活动。超过33000名日裔美国人在二战中参军，当他们复员回家时，日裔军人发现社会上对他们的偏见依然存在。
1946年，第442团战士旨森贞雄因其先前在意大利军事行动中的卓越表现而追授荣誉勋章，他是仅有两位陣亡後不久即獲追授荣誉勋章的亚裔军人之一，也是唯一的一位日裔。直到2000年，经过对前第442步兵团老兵功勋的重审后，增授21位日裔老兵荣誉勋章。其中包括了原美国陆军上尉，时任国会参议员的丹尼尔·井上。2010年10月5日，国会制作了国会金质勋章（Congressional Gold Medal）用来表彰第442步兵团战斗部队和第100步兵营，还包括了二战时期在情报机构服役的6000名日裔老兵

##### 华裔

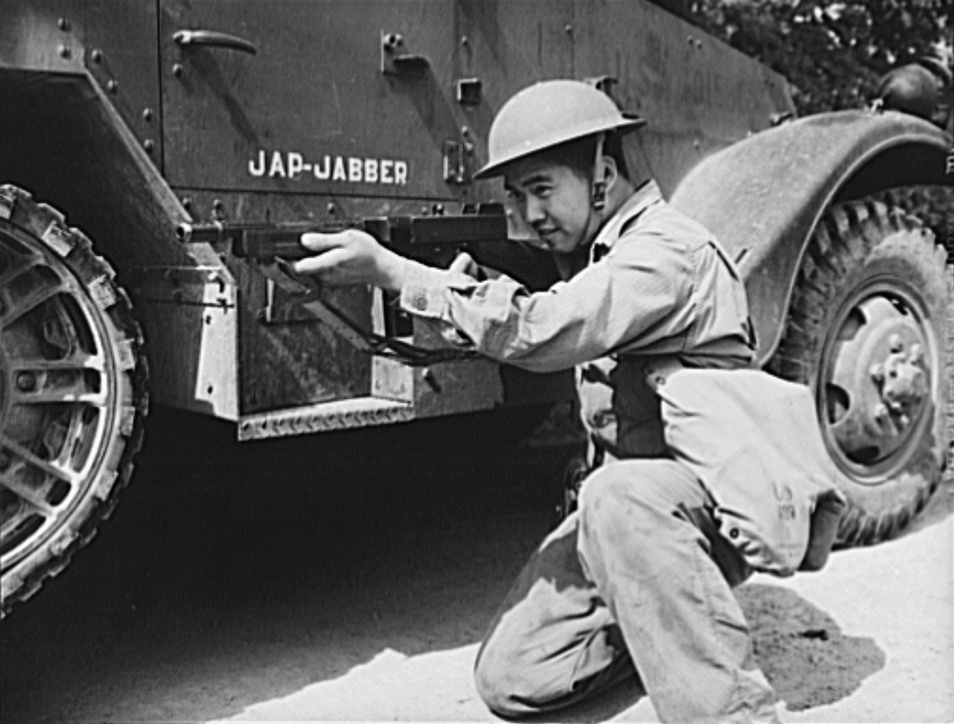
在诺克斯堡受训的华裔美军士兵

二战期间，大约有12000华裔在美军中服役，这约占当时全部华裔美国人口的22%，他们中的40%没有美国国籍。与日裔和菲裔不同，75%的华裔军人在非种族隔离的单位服役。华裔美国人将自己与日裔区分开来，因此遭受到较少的种族歧视。四分之一的华裔军人在美国陆军航空军服役， 他们中的一些人調至中缅印战区的第14空勤大隊（14th Air Service Group）和中美混合團。剩下的约70%华裔军人分别在第3、4、6、32和77步兵师服役。海军方面则在战前就开始招收华裔美国人入伍，但工作仅限于炊事兵，直到1942年5月才停止这项限制。1943年，陆军女性部队开始招收华裔女性进入情报部门。美国陆军航空军也开始招收华裔女性，其中的一小部分在后来以平民身份组成了女性航空军飞行员（Women Airforce Service Pilots）。
1944年末，第34步兵团的弗朗西斯·魏上尉因雷伊泰岛之战追授杰出服役十字勋章，这项荣誉在2000年的重审中升格为荣誉勋章。威尔伯·施（Wilbur Carl Sze）则成为了第一位华裔海军陆战队军官。

##### 菲裔

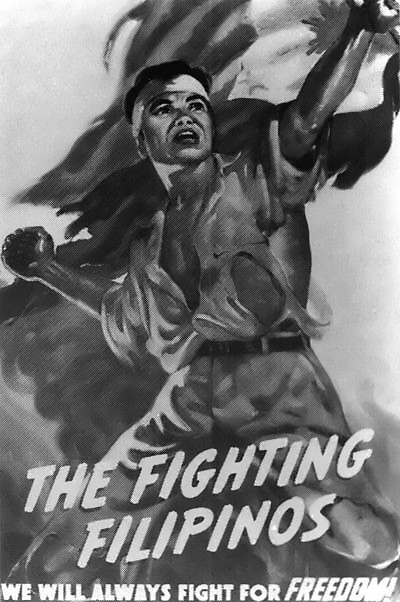
二战时期美军的一幅关于菲律宾人的宣传画

菲律宾作为二战中亚洲战场的前线，在偷袭珍珠港后不久便遭到了日军攻击。当时镇守菲律宾自治领的统帅是麦克阿瑟将军，他最初计划死守菲律宾，但随着日军登陆吕宋， 美军紧急启动橘色戰爭計畫，匆忙退往巴丹半岛，以阻拒日军进驻马尼拉湾。1942年3月，罗斯福总统将麦克阿瑟调离菲律宾。同年4月，第二集团军司令官爱德华·金少将因无法组织起有效的防御，向日军投降，75000名士兵成为战俘，其中63000人为菲律宾人，包括数千菲律宾华人。他们被强令步行至圣费尔南多，这就是后世所称的“巴丹死亡行军”，大约5000到10000名菲律宾战俘死于途中。继续在科雷希多岛山区进行抵抗的少数参与部队随着日军进攻科雷希多岛也彻底土崩瓦解。是年5月，美军驻菲总司令官乔纳森·温莱特中将向日军投降。在降将之中，有23名西点军校毕业的菲律宾军官，日军将其中的6人处决，这里面包括了前章节所叙述的菲律宾华裔军校生文森特·林，他毕业后在美国陆军的菲律宾侦查军服役，官至中校，菲律宾自治后又在菲律宾陆军中升至准将。
在美国国内，菲裔起初是被禁止入伍的，这一项法案直到日本入侵菲律宾的前一日才得到修正。一些菲裔在非种族隔离的部队中服役，其他人则编组为一个菲裔步兵营。当加入人数的不断增多达到顶点之时，军方将其一分为二，是为美国陆军第1和第2菲裔步兵团（Filipino Infantry Regiment）。这些士兵在比尔基地（Camp Beale）和奥尔德堡（Fort Ord）受训时遭受到了种族歧视，有时在外出的时候还会被误认为是日裔。尽管如此，菲裔部队就像日裔的第442步兵团一样战功彪炳，虽然他们的功绩并不像442团一样完善记录下来，广为人知。在战争结束时，这两支菲裔部队的军人共得到了多达50,000份的奖章、奖励、勋章、勋表、证书、奖状和褒扬，这些荣誉来自他们在新几内亚战役和菲律宾战役的出色表现。
美军在菲律宾投降后，仍然有小股的军人不愿投降，他们采用游击战的方式抗击驻菲日军。成员有獲釋的战俘、菲律宾平民和盟军其他部分中不愿投降的散兵游勇。1944年，由麦克阿瑟率领的同盟国大军在雷伊泰岛战役重返菲律宾，这里面包括了裁员后的菲裔步兵单位。 同年年末，菲律宾步兵师重新组建。这些军人中被选派留守菲律宾者在1945年二战胜利后就地改编为菲律宾自治领陆军。在二战中，总共有约142000菲律宾人参军。如果再算上游击队伍，这个数字约为250,000，甚至最多可达400,000人。
何塞·卡鲁加斯中士是二战中第一位获得荣誉勋章的军人，也是所有亚裔中第三位获得该项荣誉之人，他在菲律宾收复后才获颁这项殊荣。2000年，在亚裔老兵功勋的重审中，鲁道夫·达维拉中尉在二战中获得的杰出服役十字勋章升格为荣誉勋章。莱昂·潘萨朗（Leon Punsalang）中校则在几内亚战役中成为首位统领白人部队的亚裔军官。 此外，两位菲裔女性古雷罗（Josefina Guerrero）和芬奇（Florence Finch）因在战争中帮助盟军战俘而获颁总统自由勋章。芬奇还在后来加入海岸警卫队女兵预备役部队。

##### 韩裔

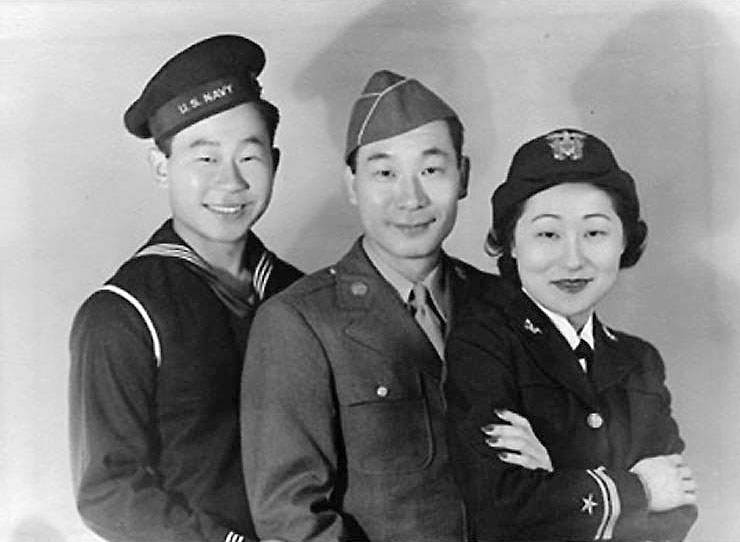
二战时期从军的韩裔安氏三兄妹：安繡山、安必立、安必英

自从美国与朝鲜王朝于1882年签署友好通商条约之后，便开始有朝鲜人移民美国，直至1910年日韩合并。受日韩合并的影响，在美国参战初期，韩裔也被当成“敌国之人”对待，直至1943年，韩裔才从此称呼中得到豁免。在二战中，大约有100名韩裔人士加入美国陆军，他们中的一部分人从事翻译工作。还有超过100人选择在洛杉矶加入加州国民警卫队，由他们所组成的单位后来称作“猛虎軍”（Tiger Brigade）。后来升至上校的金永玉是二战韩裔军人中的知名人士之一。他最初曾在选兵时被美国陆军拒绝，入伍后在工兵部队服役直至1943年經选拔成为军官，他大部分时间都在日裔第442团服役。金永玉在安济奥之战中获得了杰出服役十字勋章，是二战期间唯一获此殊荣的韩裔美国人，他在先前的战役中还获得了银星勋章和紫心勋章。还有位名叫弗雷德·吴（Fred Ohr）的韩裔军人是二战时期唯一一名韩裔王牌飞行员。他在战斗中一共击落过6架敌机，因战功升任地中海战区第52战斗机大隊第2中队的中隊長。直至目前为止，他依然是唯一一名获得王牌飞行员称号的韩裔美国人。弗雷德在参与的军事行动中获得了诸多荣誉，包括了兩枚銀星勳章。

#### 冷战

##### 二战之后
日本投降之后，第二次世界大战结束，美国开始了裁军工作，多达数百万的军人退伍返乡，第442步兵团的战士们也在其列。1946年，杜鲁门总统检阅了第442步兵团，并第七次授予该团总统部队嘉奖称号。他们随后复员，但一年后又召回重组，改编为陆军预备役部队。同年，杜鲁门签署了废除法案 ，取消了承诺给予菲律宾自治领、游击队老兵的福利待遇。 经过菲律宾政府的同意，50000名菲律宾侦查军的士兵经美国国会许可保持建制作为菲律宾步兵师的一部分参与了占领琉球的任务直到1947年解散，旋即还被杜鲁门视为雇佣兵组织。1948年，杜鲁门签署了9981号行政命令，废除了军中的种族隔离制度。

##### 韓戰

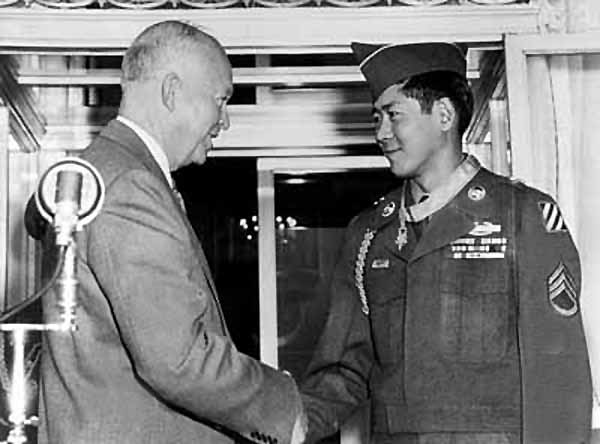
艾森豪威尔总统授予宫村上士荣誉勋章

1950年，朝鲜战争爆发。1951年，多数亚裔军事单位因军中种族隔离制度的废除而解散，士兵重新分配至其他部队；不过也有少数像第100步兵营、第442步兵团和第5步兵团战斗单位继续维持传统，大宗兵力仍由亚裔军人组成。朝鲜战争中亚裔军人的具体参战人数目前尚无定论，阵亡者则一共有241人。
在第7步兵团服役的浩·宮村是朝鲜战争中唯一获得荣誉勋章的亚裔军人。决定授予其这项殊荣的时候，宫村尚在朝鲜半島做战俘，为避免其因此遭受迫害，此事在当时列为最高机密。直至1953年宫村获释回国后，才由艾森豪威尔总统正式授予荣誉勋章。美籍華裔呂氏三兄弟，呂超然（Kurt Chew-Een Lee，首位美籍華裔海軍陸戰隊常備役军官）、呂超民（Chew-Mon Lee，陆军步兵军官、後於台灣任美國駐中華民國上校武官）、呂超凡（音譯；Chew-Fan Lee，陆军医官）分别在战争中获得了海军十字勋章、傑出服役十字勋章、铜星勋章等殊荣。上文提到的韩裔二战參戰軍官金永玉在朝鲜战争爆发后重新入伍，升任少校，并成为第31步兵团的第一位少数族裔指揮官。1927年入伍的二战军官沃尔特·塚本（Walter Tsukamoto）于1950年升任中校，是当时亚裔陆军军法官中军衔最高之人。他在第10军担任军法官，在朝鲜战争期间获得了两枚铜星勋章。

##### 越南战争

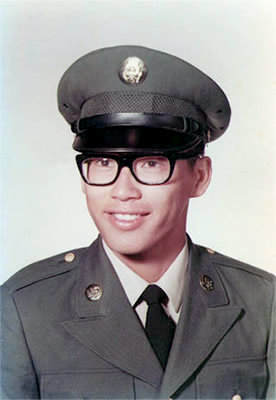
因在越战中的卓越表现，泰瑞·河村下士於陣亡後追授荣誉勋章

越战期间，有35,000名亚裔军人派驻南越，他们均在完全未實施种族分離的部队中服役。在这场战争中有三位追授荣誉勋章的亚裔军人，其中包括羅德尼·矢野，他是目前为止最后一位獲贈荣誉勋章的亚裔军人。此外还有泰瑞·河村下士和埃尔梅林多·史密斯下士。亚裔军人除了在常规军中服役外，陆军还组织了一个叫做“夏威夷之队”（Team Hawaii）的特种部队，由华裔、菲裔、日裔和美洲原住民游骑兵组成。他们的任务是假扮越南人进行大范围侦查。种族歧视的氛围仍然伴随着亚裔军人，他们的忠诚度仍然面臨怀疑。在新兵训练中，有时將他们描述为和越共相似的人，有时则直接被误认，这种情形甚至曾导致亚裔军人在實戰中遭到友军誤擊和亚裔伤兵救治延误的情况。另一方面，越共重点打击亚裔军人，时而悬赏购买亚裔军人的性命。与人数比例相应，亚裔军人在越战美军中所有种族里伤亡最小，共139人战死沙场。
海军方面针对菲裔士兵的职业限制在1973年得到了改变。经过国会对海军内部人权问题进行调查后，废除了该限制，所有职业均对菲裔开放。
在美军之外，还有一些当时或后来加入美国国籍的其他族群曾在越战中给美军提供了一定协助。这里面包括了苗族、佬族，他们站在美国一方参与了老挝内战；还有加入南越政府軍作战的越裔美国人和那些给予美军帮助的越南山地族群。

#### 海湾战争
1989年時，亞裔美軍官兵的大約占去陸海空三軍總人數的2.3%，略高於亞裔美國人占當時美國總人口的比例（1.6%）。在海湾战争从军服役期间，一些亚裔军人已经升到了高级军官的位置。这其中包括了陳紹章陸軍少將及傅履仁陸軍少將，前者於該年晉升為美國陸海空各軍第一位華裔二星少將，後者亦於該年升任美国陆军军法署署长。在这场战争中，共有一名亚裔军人阵亡。1992年，随着美菲于1947年签署的《军事基地协议》到期，美国海军停止招收菲律宾国民入伍。

### 二十一世纪

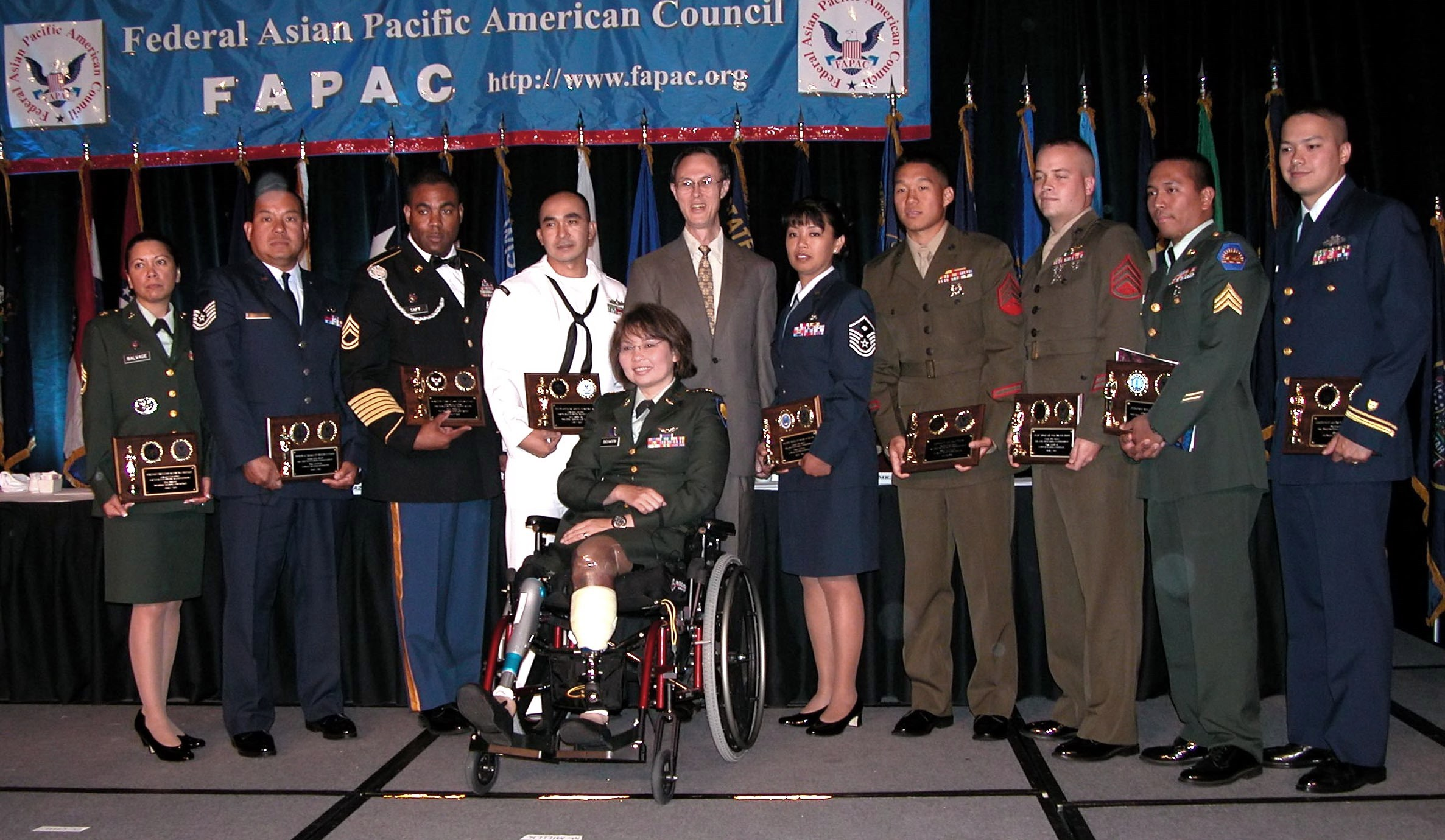
亚裔美国军人在阿灵顿参加国防部举办的亚太裔传统月的活动

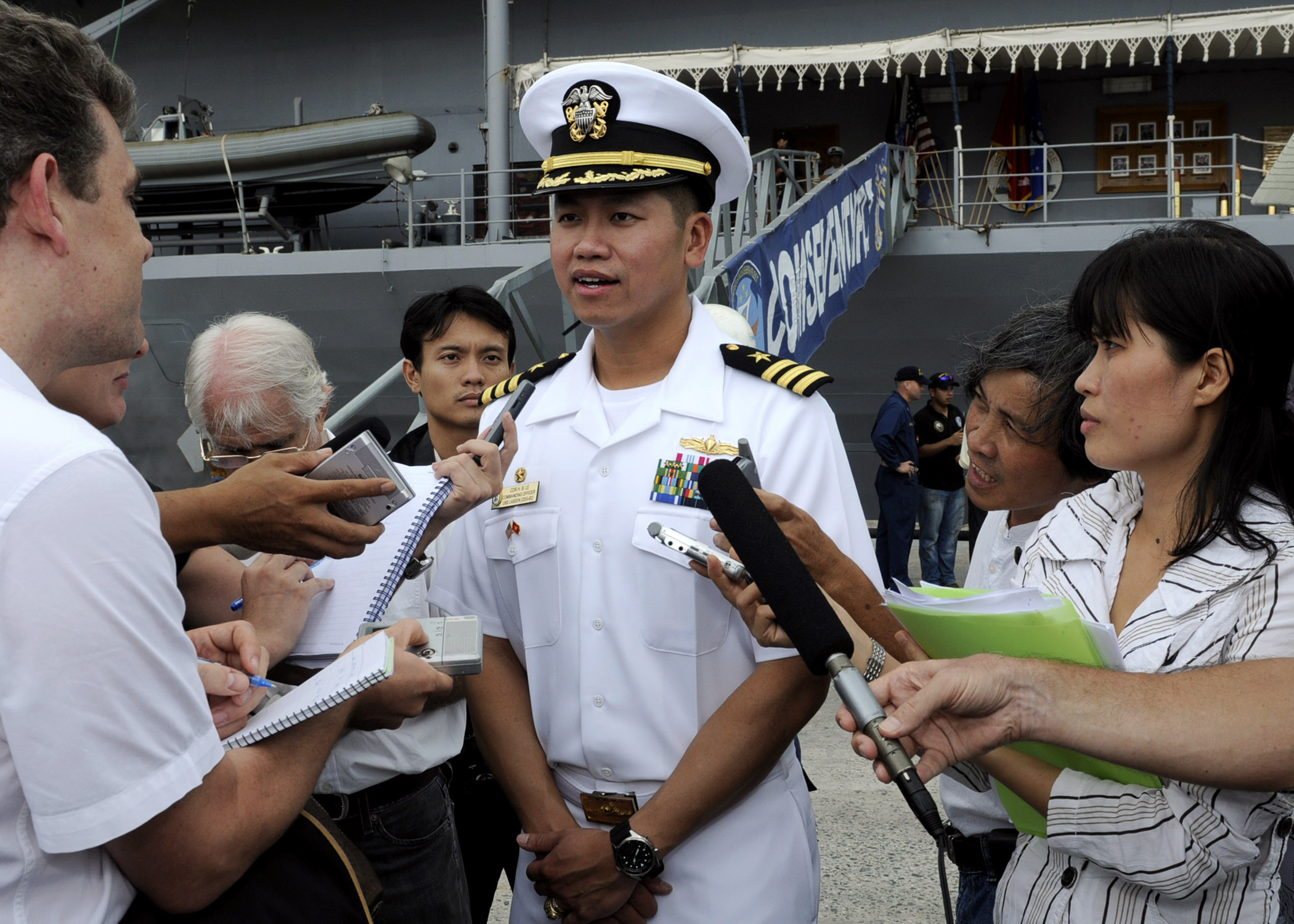
美國海軍拉森號驅逐艦的越南裔艦長黎中校（Cmdr. H.B. Le）率艦訪問峴港

最近的趋势显示亚裔美国人，尤其是来自加州者，从军率高于亚裔人口在美国所占比例，他们通常会选择一些非战斗类型的职业。2009年，亚裔在美国陆军中军官所占比例为4.4%，士兵比例为3.5%。2010年，亚裔在现役部队中占3.7%，他们大多数在陆军和海军服役，现役军官的比例为3.9%。2012年，共有65000名移民在美军中效力，其中23%来自菲律宾。截至2013年1月24日，在新世纪的反恐战争中阵亡的2165位军人中，有58人是亚裔（44名来自陆军、8名来自海军陆战队和6名来自海军） ，另有352亚裔军人负伤（274名来自陆军、56名来自海军陆战队、17名来自海军、5名来自空军）。

#### 阿富汗战争

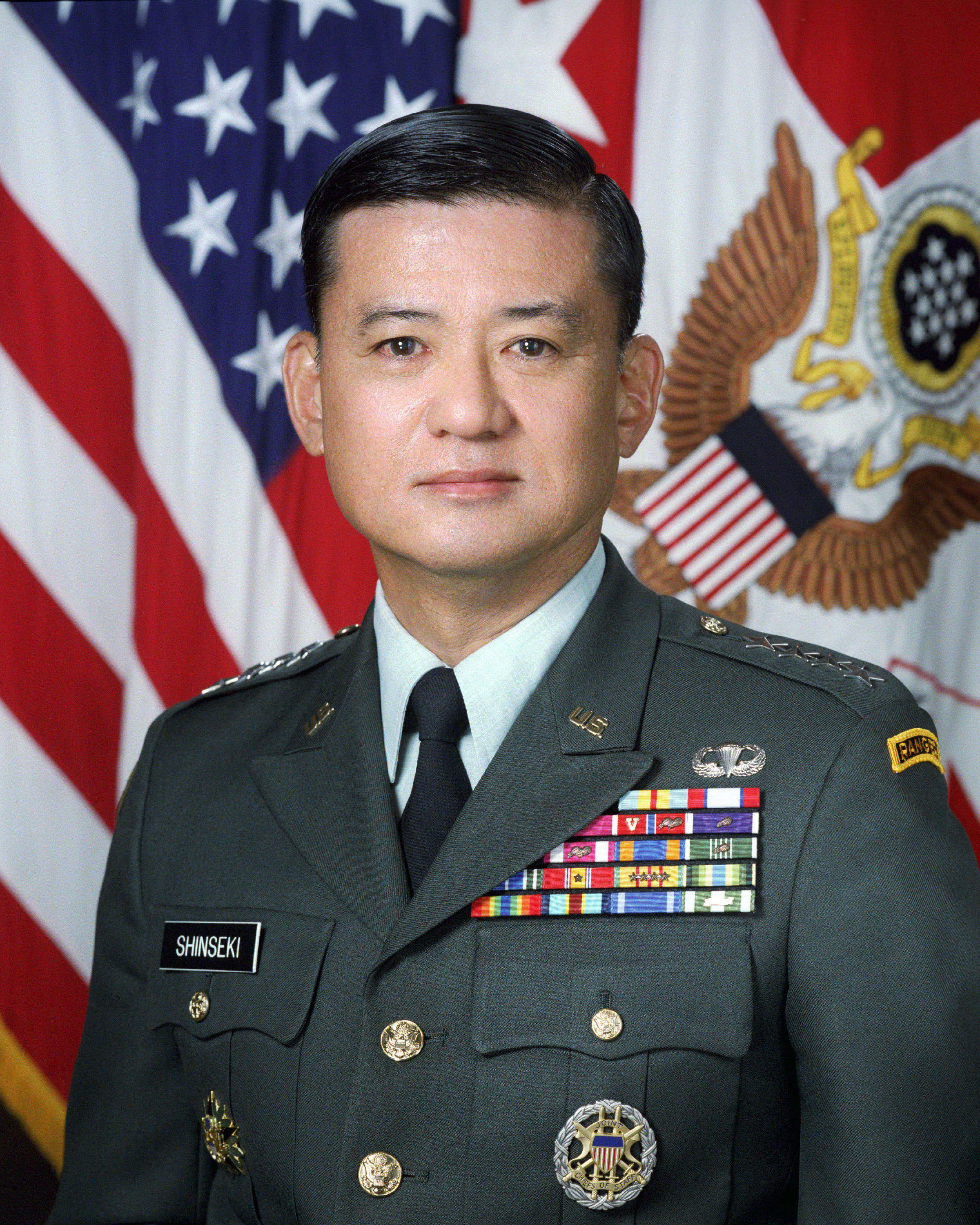
艾力·新关上将，第34任美国陆军参谋长，第一位获授四星上将的亚裔美国人，也是目前亚裔军人所获军衔中等级最高者

2001年，亚裔海军陆战队员是进攻阿富汗的美军先锋的组成部分之一。2005年，在“红翼行动”中，海豹部队中士詹姆斯·苏（James Suh）在所乘的CH-47直升机遭RPG击中后当场阵亡，这一幕后来也成为了回忆录和同名电影中的一部分事迹。

#### 伊拉克战争
2009年5月的数据显示，在59000名驻伊美军之中有数以百计的亚裔士兵，一向研究表明他们约占总数的2.6%。2004年，已改为陆军预备役的原日裔部队——第100步兵营再度转為现役並派赴伊拉克，这是该部队自越战以来首次出现在战场上。在派驻期结束时，部队獲准使用第442步兵团的标志，这也是该单位袖章自二战后首次投入使用 。2008年至2009年期间，第100步兵营再度转為现役部隊派驻伊拉克。在新一轮的行动中，有82名亚裔军人阵亡。

## 领导人物
第一位晉陞将官的亚裔美国人是母系拥有部分华人血统的莱曼准将（Brigadier General Albert Lyman）。在他之后的钟云少将成为了美国海军第一位亚裔将官 。亚裔军人所获军衔中等级最高者是第34任美国陆军参谋长艾力·新关将军，他与哈里·B·哈里斯为目前仅有的美軍亚裔四星上将。
近年来，亚裔美国军校学员在联邦级别军事院校中的比例已显著超出亚裔在美国所占人口比例。尽管18到24岁之间的亚太裔美国人只占这个年龄段总人口的3.49%，但他们在西点军校、海军学院和空军学院2014届的学员中所占比例达10%左右。

## 相关作品
| - 越战狂想曲 - 美国队长 - 小子难缠 - 迷路的大军 - 我们曾是战士 - 陽光先生 | - 99年的爱 - 战争 - 珍珠港孤军 - 二世部队 - 愛在冰雪紛飛時 |